# Écfrasis

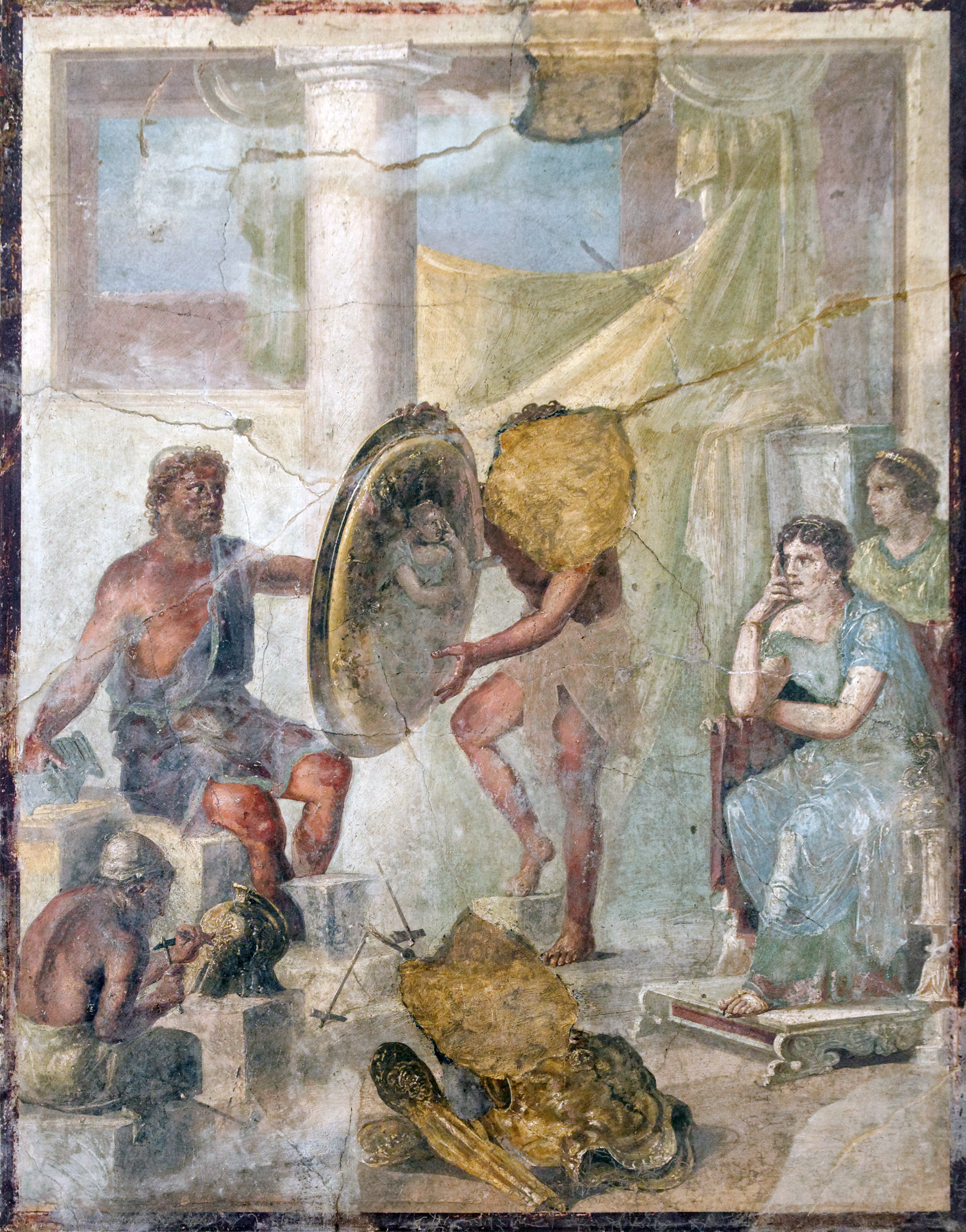
El escudo de Aquiles. «Tetis espera en la forja de Hefesto las armas de su hijo Aquiles», fresco en yeso del tercer cuarto del. Proveniente del triclinium de la casa IX, I, 7 en Pompeya. Conservado en el Museo Arqueológico Nacional de Nápoles.

La écfrasis o ecfrasis (en plural: ecfráseis; en griego antiguo, ἔκφρασιϛ, 'descripción') es la representación verbal de una figura visual. La palabra se refiere a la descripción escrita de una obra de arte, realizada como ejercicio retórico o literario. Esto ha dado lugar al adjetivo «ecfrástico/a». La Real Academia la define como la descripción precisa y detallada de un objeto artístico, o en general como una figura retórica consistente en la descripción minuciosa de algo.Se trata de una descripción verbal vívida, a menudo dramática, de una obra de arte visual, ya sea real o imaginaria. Así, «un poema efrástico es una descripción vívida de una escena o, más comúnmente, de una obra de arte». En el mismo sentido, Umberto Eco (2003:110) afirma que «cuando un texto verbal describe una obra de arte visual, la tradición clásica habla de écfrasis». En la antigüedad, podía referirse más ampliamente a una descripción de cualquier cosa, persona o experiencia. 
Es un tipo de intermedialidad; puede ser real o ficticia y, a menudo, su descripción está insertada en una narración. La écfrasis clásica puede corresponder en el plan del estilo a la hipotiposis (descripción animada).
Las obras de arte descritas o evocadas pueden ser reales o imaginarias, y esto puede ser difícil de discernir. La escritura ecfrástica antigua puede ser evidencia útil para los historiadores del arte, especialmente en el caso de la pintura, ya que prácticamente no se conservan ejemplos originales grecorromanos.
En general, se considera que la écfrasis es un recurso retórico en el que un medio artístico trata de relacionarse con otro definiendo y describiendo su esencia y forma, y al hacerlo, relacionarse más directamente con el público, a través de su vivacidad iluminativa.
Una obra descriptiva de prosa o poesía, una película o incluso una fotografía pueden destacar a través de su viveza retórica lo que está sucediendo o lo que se muestra. Por ejemplo, en las artes visuales, puede realzar el arte original y cobrar así vida propia gracias a su brillante descripción. Un ejemplo es una pintura de una escultura: la pintura «cuenta la historia» de la escultura, convirtiéndose así en narradora así como en una historia (obra de arte) en sí misma. Prácticamente cualquier medio artístico puede ser actor o sujeto de écfrasis. Aunque, por ejemplo, puede que no sea posible hacer una escultura exacta de un libro para volver a contar la historia de forma auténtica, es el espíritu del libro el que puede ser transmitido por prácticamente cualquier medio y, de este modo, potenciar el impacto artístico del libro original a través de sinergia.

## Definición y evolución del término
El término écfrasis proviene de los vocablos griegos ἐκ “afuera” y φράζω «decir, declamar, pronunciar». Las primeras referencias sobre el concepto se encuentran en Hermógenes de Tarso  (siglo II) dentro de Ἔκφρασις, Προγυμνάσματα y la define como  «descripción extendida, detallada, vívida, que permitía presentar el objeto ante los ojos».
En el siglo XX, uno de los pioneros en retomar el término fue Jean Hagstrum (1958) en The Sister Arts: The Tradition of Literary Pictorialism and English Poetry from Dryden to Gray, donde estudia su etimología y limita el significado a poemas sobre obras de arte mudas. En 1962, Leo Spitzer en The Ode on a Grecian Urn, or content vs metagrammar acota todavía más al definir écfrasis como «la descripción poética de una obra de arte pictórica o escultórica», postulado similar al más frecuentado en la actualidad; es decir, el de James Heffernan 1993, quien menciona en Museum of words. The poetics of Ekphrasis from Homer to Ashbery que écfrasis es «la representación verbal de una representación visual». Asimismo, manifestó la relación interartística, la cual condujo el concepto hacia los estudios intermediales.
Un análisis distinto es el que proponen Claus Clüver y W.J.T. Mitchell en 1994 pues, por separado, se enfocan en la relación intersemiótica: 

Sin pretensión de elaborar una historia del desarrollo de la écfrasis, los estudios aquí citados son una muestra contundente de la recuperación de un término, tan antiguo como complejo, mediante el cual se han realizado acercamientos cada vez más pormenorizados a los niveles de significación semánticos-sintácticos que comparten los distintos lenguajes artísticos cuando representan un contenido con diferentes medios semióticos.

## Categorías de écfrasis

### Luz Aurora Pimentel
Luz Aurora Pimentel señala la existencia de tres clases de écfrasis: la «referencial», aquella donde el objeto plástico existe en la realidad autónoma; la «nocional», en la cual el objeto visual solo existe en el lenguaje, como por ejemplo el escudo de Aquiles relatado por Homero en la Ilíada. La tercera categoría, propuesta por Pimentel, se titula «referencial genérica» y es aquella en la que, sin designar objetos precisos, remite al estilo de un artista (personalidad, estilo, trascendencia de su obra, etc.), como es el caso de Carlos Pellicer al crear el "Soneto III a Gironella".

### Robillard
Valerie Robillard propone un modelo diferencial, el cual muestra cómo se establecen las diferentes relaciones ecfrásticas.
Robillard hace una división en tres grandes grupos, de mayor a menor intertextualidad, siendo el primero la écfrasis descriptiva, que implica la descripción explícita de la obra de arte, se acerca al requerimiento crítico de «representación» de sus fuentes pictóricas (similitud tanto temática como estructural). Le sigue la categoría de écfrasis atributiva donde se indican las fuentes, ya sea mencionando el título, aludiendo al autor, estilo o género o las llamadas por la autora, «marcas indeterminadas» que señalan la presencia de un intertexto.  Finalmente, se encuentra la categoría titulada écfrasis asociativa, la cual «se ocupa de poemas que hacen referencia a convenciones o ideas relacionadas con las artes plásticas, ya sean de tipo estructural, temático o teórico».

### Manfred Pfister
En Konzepte der Intertextulität, Manfred Pfister propone, más que una división entre obras ecfrásticas, seis pasos que señalan la presencia de un texto en otro. Dicho planteamiento es similar al propuesto por Robillard y es formulado así:
1. Comunicatividad: Mención o pistas de un pre-texto; similar a la écfrasis atributiva propuesta por Robillard.
2. Referencialidad: La intertextualidad es mayor «en la medida en que un texto tematice otro en mayor grado y, al hacerlo, revele la naturaleza de ese pre-texto».[8] El texto verbal utiliza el texto pictórico.
3. Estructuralidad: «Incorporación sintagmática de un pre-texto en un texto posterior».[9] La obra escrita no solo se asemeja temáticamente a la obra pictórica anterior, sino también estructuralmente.
4. Selectividad: El poeta selecciona ciertos elementos de la obra visual y entre más preciso sea, más se relacionará con el contexto general del texto original.
5. Dialogicidad: «Se refiere a la tensión semántica e ideológica»[10] entre las dos obras.
6. Autorreflexibilidad: El autor reflexiona sobre el proceso de écfrasis.

## Problematización

### Interpretación vs Descripción
Varios críticos simplifican la écfrasis definiéndola como descripción, restringiéndose al significado antiguo, y olvidando una característica fundamental: la interpretación. Así, 

el objeto plástico se convierte en tantos textos como miradas se fijen en él. Y es que, en el acto mismo de describir, el poeta o novelista selecciona, reorganiza, jerarquiza; resignifica.

Aun cuando existe la discusión anterior, todos los estudiosos, desde Hermógenes hasta Heffernan concuerdan con el carácter representacional de la écfrasis, pues re-presenta, o vuelve a presentar, el objeto plástico.

### Pintura vs. poesía
La comparación entre poesía y pintura es recurrente en la historia del arte occidental. La entrada de la écfrasis a este enfrentamiento, en lugar de servir como reconciliación entre ambas artes, ha sido utilizada para separarlas más; por un lado, los defensores de la pintura señalan que la écfrasis, en la poesía, es un elemento parasitario de la pintura, y por el otro bando, los amantes de la literatura aseveran que la écfrasis enriquece a la poesía. El debate se centra en la diferencia de lenguajes, ya que el lenguaje escrito es continuo, visual y auditivo, mientras que el lenguaje pictórico es simultáneo y visual.

## Ejemplo
El pintor Henri Rousseau exhibe la pintura El sueño en 1910, la cual expone junto a un poema, también de su autoría para «explicar» la obra pictórica.
El poema, también titulado El sueño, cumple con las siguientes categorías, ya explicadas anteriormente. Según las propuestas por Pimentel, es écfrasis referencial; también podría entrar tanto en la écfrasis descriptiva y atributiva de Robillard. De las categorías de Pfister es comunicativa, estructural (Roman Jakobson realizó un análisis estructural fonético, sintáctico y semántico del poema y encontró que corresponden «a la disposición relativa de sus correlatos pictóricos en el lienzo de Rousseau».

Yadwigha en un bello sueño 

habiendo caído dulcemente, 

oía el son de una chirimía 

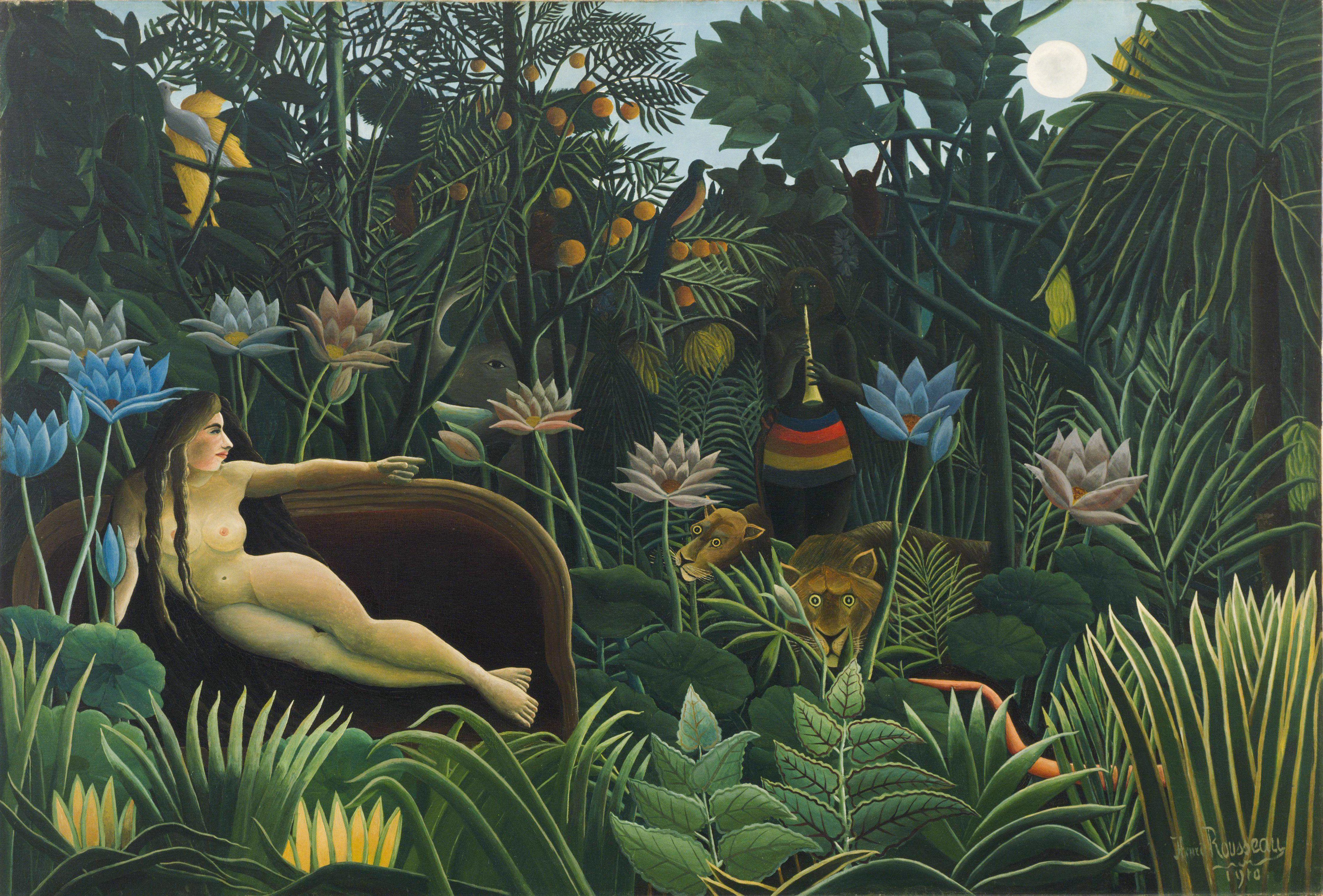
Pintura El sueño de Henri Rousseau.

que tocaba un encantador bienintencionado. 

Mientras la luna refleja 

en los ríos los árboles que verdean, 

las fieras serpientes escuchan 

las alegres tonadas del instrumento. 

Poema El sueño de Henri Rousseau